# Joseph von Plessen
Sergius Joseph Hugo Alexander Otto Heinrich "Seppi" baron von Plessen (4. juni 1860 i Sankt Petersborg – 20. september 1912) var en dansk diplomat og kammerherre.
Plessen var søn af gehejmekonferensråd, baron Otto von Plessen og hustru f. fyrstinde Gagarin
30. april 1891 ægtede han Sophie Louise f. von Eckermann (3. december 1862 -).
Han var besidder af det for stamhusene Førslev og Gunderslevholm substituerede Plessenske Fideikommis. I 1901-06 lod han opføre Det Plessenske Palæ i København. Han var Ridder af Dannebrog og Dannebrogsmand.